# Юбілейне (Теректинський район)
Юбіле́йне (каз. Юбилейное) — село у складі Теректинського району Західноказахстанської області Казахстану. Входить до складу Підстепнівського сільського округу.
У радянські часи село називалось Уральська государственна племінна станція.
Населення — 441 особа (2021; 474 у 2009, 419 у 1999, 446 у 1989).